# Argyrotome paraguayaria
Argyrotome paraguayaria là một loài bướm đêm trong họ Geometridae.